# Ernst Wertheim
Ernst Wertheim (Graz, 21 febbraio 1864 – Vienna, 15 febbraio 1920) è stato un ginecologo austriaco.

## Biografia
Ernst Wertheim era il figlio di Theodor Wertheim, professore di chimica all'Università di Graz, ricordato per i suoi studi chimici sull'aglio. Conseguì il dottorato all'Università di Graz il 29 febbraio 1888 e successivamente diventò assistente nel dipartimento di patologia generale e sperimentale. Nel 1889 lavorò con Otto Kähler (1849-1893) presso la seconda clinica universitaria di Vienna, seguito da un incarico nella seconda clinica femminile di Vienna sotto la guida di Rudolf Chrobak (1843-1910). Vi lavorò fino al 30 settembre 1890, quando si trasferì a Praga come assistente di Friedrich Schauta (1849-1919) presso la clinica femminile universitaria. Quando Schauta fu nominato direttore dell'ospedale universitario di Vienna, Wertheim lo seguì a Vienna, dove ottenne la sua abilitazione come ginecologo e ostetrico nel 1892.
Nel 1897 divenne capo chirurgo del dipartimento ginecologico di Bettina Pavilions der Elisabeth-Klinik e nel 1910 divenne direttore della prima clinica femminile di Vienna.
Il 16 novembre 1898, Wertheim eseguì la prima isterectomia addominale radicale per cancro cervicale. Questa operazione ha comportato la rimozione dell'utero, del parametroum, dei tessuti che circondano la vagina superiore e dei linfonodi pelvici, lasciando intatte le ovaie. Successivamente, la chirurgia di Wertheim è diventata una procedura abbastanza comune, sebbene rischiosa per il cancro del collo dell'utero. Ha condotto importanti ricerche sulla gonorrea nel tratto genitale femminile, ed è stato il primo medico a dimostrare la presenza di gonococco nel peritoneo. Inoltre, ha scoperto che il gonococco cresce meglio su una coltura di agar mescolato con siero di sangue umano.
Nel 1899, Wertheim fu nominato professore all'Università di Vienna. Nel 1910 fu trasferito al secondo ospedale universitario di Vienna, dove si dedicò allo sviluppo di tecniche chirurgiche per il trattamento del prolasso uterino.
Wertheim morì nel 1920 a Vienna. Ha ricevuto una tomba onoraria allo Zentralfriedhof.
Un tipo di pinza per isterectomia, chiamato "morsetto vaginale di Wertheim", porta il suo nome.

## Opere principali
- Die aszendierende Gonorrhoe beim Weibe. Bakteriologische und klinische Studien zur Biologie des Gonococcus neisser (Archiv für Gynäkologie, 1892; 42: 1-86).
- Ueber Uterus-Gonorrhöe, Verhandlungen der Deutschen Gesellschaft für Gynäkologie, 1896, 6 199-223..
- Über Blasen-Gonorrhöe, Zeitschrift für Geburtshilfe und Gynäkologie, Stuttgart, 1895, 35: 1-10.
- Die Technik der vaginalen Bauchhöhlen-Operationen, (con H. Micholitsch). Leipzig, 1906.[2][3]